# Kodeks Mateusza Dziesiątego

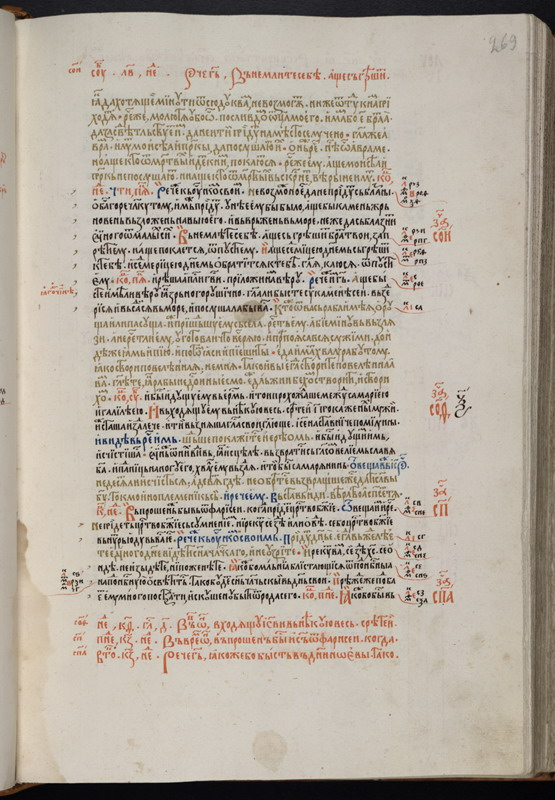
10 rozdział Ewangelii Mateusza w Kodeksie Mateusza Dziesiątego z pismem w czterech barwach

Kodeks biblijny Mateusza Dziesiątego – rękopis napisany na początku XVI wieku przez Mateusza Dziesiątego zawierający obszerne fragmenty Pisma Świętego. Manuskrypt powstał w języku cerkiewnosłowiańskim. Jest to zabytek literacki należący do kręgu kultury ruskiej I Rzeczypospolitej.

## Autor
Autorem kodeksu był Mateusz (Maciej) Joannowicz Dziesiąty. Pochodził on z zamożnej rodziny prawosławnej mieszkającej w Toropcu w Wielkim Księstwie Litewskim. Poza Mateuszem Dziesiątym wszyscy członkowie jego rodziny (rodzice, bracia i siostry) złożyli śluby monastyczne, a niektórzy z nich sprawowali ważne funkcje hierarchiczne w Toropcu lub w Połocku. Mateusz jako jedyny laik w rodzinie służył u bojarów litewskich (m.in u Teodora Januszkiewicza).

## Opis
Kodeks powstał w latach 1502–1507. Początkowo był tłumaczony i spisywany w Wilnie, a od około przełomu lat 1503/1504 (gdy w wyniku wojny litewsko-moskiewskiej Toropiec znalazł się w granicach Wielkiego Księstwa Moskiewskiego) w nowo powstałym monasterze w Supraślu. Możliwe jest, że przez pewien czas do ukończenia monastyru Mateusz Dziesiąty wraz z co najmniej jednym uczniem mieszkał i pracował w Gródku.
Rękopis ma 550 kart o wymiarach 307×195 mm. Był przechowywany w bibliotece klasztornej w Supraślu. Od roku 1911 znajduje się w Bibliotece Rosyjskiej Akademii Nauk w Sankt Petersburgu (sygn. BAN 24.4.28). Pierwsza część kodeksu spisana na kartach 1–146 zawiera 12 proroków mniejszych, 4 proroków większych w porządku tradycji cerkiewnosłowiańskiej, Hioba, Przypowieści, czytania z Ksiąg Królewskich, Koheleta i Pieśń nad pieśniami. Część druga, rozpoczynająca się na odwrocie karty 146, zawiera Sentencje Menandra, Księgę Syracha, Psałterz, cztery Ewangelie, Apokalipsą, Apostoła i typikon zakończony notką autobiograficzną Mateusza Dziesiątego. Te dwie części spisał Mateusz Dziesiąty.
Na kartach 478–550 znajdują się pisane później przez pomocnika przy niewielkim wkładzie Mateusza formularze nabożeństw świątecznych. Rękopis jest zdobiony miniaturami, inicjałami i inicjalikami. Na marginesach znajduje się rozbudowany system oznaczeń oraz liczne uwagi. Pismo rękopisu jest wielobarwne: czarny, rubra (odcień czerwieni), złoto i błękit. Filiacja tekstów wskazuje, że część wileńska powstała na bazie źródeł wschodniosłowiańskich, natomiast część napisana w Supraślu na bazie peryferyjnych wzorców bałkańskich (Ewangelie wykazują podobieństwo do ewangeliarzy bośniackich, a Apokalipsa jest zbieżna z Kodeksem Hvala).
Mateusz nie korzystał ze starszej Biblii Gennadiusza (1499), choć ten rękopis był mu zapewne znany. Motywacją do napisania kodeksu było powstanie pierwszej drukarni cyrylickiej Szwajpolta Fiola w Krakowie oraz ożywienie prawosławne na Bałkanach, w Rumunii i na Górze Athos.
W 2021 roku staraniem Akademia Supraska otrzymała reprint Kodeksu Mateusza Dziesiątego, który w 2020 roku został wydany w Petersburgu w limitowanej edycji 416 egzemplarzy.